# Albinterferon
Albinterferon (alb-IFN, tên thương mại Albuferon) là một loại thuốc tổng hợp protein tái tổ hợp bao gồm interferon alpha (IFN-α) liên kết với albumin của con người. Sự kết hợp với albumin của con người kéo dài thời gian bán hủy của IFN-α đến khoảng 6 ngày, cho phép dùng thuốc sau mỗi hai đến bốn tuần.
Thuốc đã được nghiên cứu như là một thay thế cho pegylated IFN-α-2a để điều trị viêm gan C. Đáp lại phán quyết của FDA, Novartis và Human Genome Sciences đã tuyên bố vào ngày 5 tháng 10 năm 2010 rằng họ sẽ ngừng phát triển loại thuốc này.
Một chuyên gia người Pháp trong điều trị viêm gan, Tiến sĩ Yves Benhamou, thành viên ban chỉ đạo thử nghiệm lâm sàng loại thuốc này đã bị các đặc vụ FBI bắt giữ vì tội gian lận hình sự vào ngày 11-01-2010 khi ông tham dự một hội nghị ở Boston vì ông bị cáo buộc đưa ra một nhà quản lý quỹ phòng hộ về những thất bại trong các thử nghiệm lâm sàng (hai người tham gia thử nghiệm đã bị bệnh phổi và một trong số họ đã chết); ông có mối quan hệ tư vấn với một người quản lý quỹ phòng hộ. Người quản lý đã bán toàn bộ cổ phần của mình trong Khoa học bộ gen người trước khi tuyên bố thất bại vào tháng 1 năm 2008 và tránh được khoản lỗ 30 triệu đô la.